# ريم غنايم
ريم غنايم كاتبة وشاعرة ومترجمة من مواليد قرية جلجولية الواقعة في المثلث الجنوبيّ (أراضي الـ48)، فلسطين، عام 1982.

## حياتها المهنية
أنهت غنايم دراسة البكالوريوس في مجالَي الأدب الإنجليزي والأدب العربيّ. حصلت على شهادة الماجستير في موضوع أدب الغروتسك.
حصلت على شهادة الدكتوراة من جامعة حيفا في مجال الأدب المسرحي. هي باحثة فلسطينية ومترجمة وتكتب في ملاحق أدبية وثقافية عربية. تعمل غنايم في مجال الترجمة والتحرير الأدبيّين، وتُشرف على ترجمة ومراجعة قسم الأدب العربيّ المترجم إلى الانجليزيّة في موقع مشروع القصّة القصيرة. وقد عملت محررة مساعدة في عدّة مواقع أدبية عربية. ترجمَت غنايم إلى العربيّة قصائد لشعراء كبار من أمثال: تشارلز بوكوفسكي، بابلو نيرودا، اوكتافيو باث، أليس ووكر، ريتشارد رايت، جاك كيرواك، أودري لورد، هارولد بينتر، صموئيل بيكيت وأدريان ريتش، ليونارد كوهن، وغيرهم.

## إصداراتها

### الشعر
صدرت لها ثلاث مجموعات شعريّة:
- ماغ، سيرة المنافي، عام 2011 (دار الجمل، بيروت).
- نبوءات، عام 2015 (دار الجمل، بيروت).
- إمّا أو، القصائد البديلة، عام 2023 (دار راية، فلسطين).[7]

### ترجمة وتحرير[3]
- 2013: صدرت لها ترجمة أشعار جيمس جويس للغة العربية. صدرت الترجمة تحت عنوان «أشعار».
- 2014: صدرت لها ترجمة رواية للأديب تشارلز بوكوفسكي للغة العربية بعنوان «مكتب البريد». أشرفت كذلك على إعداد وتحرير كتاب «السؤالان: مقالات في الشعر والنثر».
- 2014: الموت في أرض حرّة: مختارات من الشعر الأمريكي الأفريقي.
- 2015: صدرت لها ترجمة مجموعة قصصيّة بعنوان «أجمل نساء المدينة» للأديب تشارلز بوكوفسكي.
- 2017: صدرت لها ترجمة «المدمن» للكاتب وليام س. بوروز وترجمة رواية «مانديلا» للكاتبة تمار فيرتي زهافي.
- 2018: صدرت لها ترجمة قصائد هايكو للكاتب الأمريكي ريتشارد رايت بعنوان «هذا العالم الآخر». يضم هذا الكتاب ترجمة لـ817 قصيدة هايكو للكاتب.
- 2019: صدرت لها ترجمة «الغداء العاري» للكاتب الأمريكي وليام س. بوروز الصادرة عن منشورات الجمل.
- 2022: رواية «حين ضربتك: صورة للكاتبة الزوجة في شبابها»، للروائية مينا كانداسامي عن منشورات أثر.
- 2022: مختارات مترجمة للشاعر العراقي روني سوميك بعنوان «أحبها وليحترق العالم» عن منشورات راية.
- 2024: صدر لها ترجمة بعنوان "كتاب الوصايا" الصادر عن دار مرفأ (2024) للأديب الأرجنتيني الكندي ألبرتو مانغويل عن كتابه "بيان ضد الموت"،[8][9]
- 2024: شهاداتُ مبدعات ومبدعين من غزّة في مواجهة الموت، تقديم ألبيرتو مانغويل وجوديت بتلر.

### في البحث
- 2024: مسرح العبث بين الصّعود والأفول: الوساطة النقديّة وسؤال الخصوصيّة في العالم العربيّ، دار النهضة.